# Coupe de la Ligue d'Irlande de football 2016
Navigation
Édition précédente Édition suivante
La 43e coupe de la Ligue d'Irlande de football, connue aussi de par son contrat de sponsoring sous le nom d’EA Sports Cup se tient entre le 22 mars 2016 et le mois de septembre 2016. Le St. Patrick's Athletic FC remet en jeu son titre obtenu en 2015. 
24 équipes disputent la compétition : les douze équipes de la Premier Division, huit équipes de la First Division et quatre équipes amateurs invitées : Cockhill Celtic, la sélection de Mayo League, Rockmount et Bluebell United.
Pour les deux premiers tours les équipes sont réparties en quatre groupes régionaux au sein desquels elles vont se rencontrer en vue de la qualification pour les quarts de finale. Les matchs sont désignés par un tirage au sort

## Équipes
| Poule 1                                                                                         | Poule 2                                                                                 | Poule 3                                                                                                   | Poule 4                                                                                        |
| ----------------------------------------------------------------------------------------------- | --------------------------------------------------------------------------------------- | --- | ---------------------------------------------------------------------------------------------- |
| - Cork City FC - Limerick FC - Cobh Ramblers FC - Waterford United - Wexford Youths - Rockmount | - Derry City FC - Cockhill Celtic - Finn Harps - Galway FC - Mayo League - Sligo Rovers | - Bluebell United - Bray Wanderers - Drogheda United - UC Dublin - Dundalk FC - St. Patrick's Athletic FC | - Athlone Town - Longford Town - Shamrock Rovers - Bohemian FC - Shelbourne FC - Cabinteely FC |

## Premier tour
Le premier tour est programmé pour les 22 et 23 mars.

### Groupe 1
| Club recevant    | Score | Club visiteur | Lieu de la rencontre   | Date    |
| ---------------- | ----- | ------------- | ---------------------- | ------- |
| Cobh Ramblers FC | 2-4   | Limerick FC   | St. Colman's Park      | 22 mars |
| Waterford United | 4-0   | Rockmount     | Regional Sports Centre | 28 mars |

Les clubs de Cork City et Wexford Youths FC sont exemptés de ce premier tour.

### Groupe 2
| Club recevant | Score | Club visiteur   | Lieu de la rencontre | Date    |
| ------------- | ----- | --------------- | -------------------- | ------- |
| Finn Harps    | 1-0   | Cockhill Celtic | Finn Park            | 22 mars |
| Galway United | 3-1   | Mayo League     | Eamonn Deacy Park    | 21 mars |

Les clubs de Derry City FC et Sligo Rovers sont exemptés de ce premier tour.

### Groupe 3
| Club recevant   | Score            | Club visiteur   | Lieu de la rencontre | Date    |
| --------------- | ---------------- | --------------- | -------------------- | ------- |
| Drogheda United | 0-0 3-4 t. a. b. | Bluebell United | United Park          | 21 mars |
| UC Dublin       | 0-2              | Bray Wanderers  | UCD Bowl             | 22 mars |

Les clubs de Dundalk FC et St. Patrick's Athletic FC sont exemptés de ce premier tour.

### Groupe 4
| Club recevant | Score | Club visiteur | Lieu de la rencontre | Date    |
| ------------- | ----- | ------------- | -------------------- | ------- |
| Bohemian FC   | 3-1   | Longford Town | Dalymount Park       | 22 mars |
| Shelbourne FC | 5-0   | Cabinteely FC | Tolka Park           | 21 mars |

Les clubs de Athlone Town et Shamrock Rovers sont exemptés de ce premier tour.

## Deuxième tour
Le tirage au sort du deuxième tour a lieu le 23 mars 2016. Après le premier tour, il reste une seule équipe amateur, Bluebell United, qui a réussi l'exploit d'éliminer Drogheda United sur son terrain.
Les matchs se déroulent les 18 et 19 avril 2016.

### Groupe 1
| Club recevant | Score | Club visiteur     | Lieu de la rencontre | Date     |
| ------------- | ----- | ----------------- | -------------------- | -------- |
| Cork City FC  | 7-0   | Waterford United  | Turners Cross        | 18 avril |
| Limerick FC   | 4-0   | Wexford Youths FC | Market's Field       | 19 avril |

### Groupe 2
| Club recevant | Score            | Club visiteur | Lieu de la rencontre | Date     |
| ------------- | ---------------- | ------------- | -------------------- | -------- |
| Derry City FC | 2-0              | Sligo Rovers  | The Brandywell       | 19 avril |
| Galway United | 0-0 4-2 t. a. b. | Finn Harps    | Eamonn Deacy Park    | 18 avril |

### Groupe 3
| Club recevant  | Score     | Club visiteur             | Lieu de la rencontre | Date     |
| -------------- | --------- | ------------------------- | -------------------- | -------- |
| Bray Wanderers | 4-2 a. p. | Bluebell United           | Carlisle Grounds     | 19 avril |
| Dundalk FC     | 0-1 a. p. | St. Patrick's Athletic FC | Oriel Park           | 18 avril |

### Groupe 4
| Club recevant   | Score            | Club visiteur | Lieu de la rencontre | Date     |
| --------------- | ---------------- | ------------- | -------------------- | -------- |
| Shamrock Rovers | 3-0              | Athlone Town  | Tallaght Stadium     | 19 avril |
| Shelbourne FC   | 0-0 4-3 t. a. b. | Bohemian FC   | Tolka Park           | 18 avril |

## Quarts de finale
| Quart de finale 1 | Bray Wanderers                            | 2-3        | St. Patrick's Athletic FC                                | Carlisle Grounds                           |                                            |
| 2 mai 2016        | Dylan Connolly 59e · Gareth McDonagh 106e | (0-0, 1-1) | Billy Dennehy 53e · Jamie McGrath 96e · Mark Timlin 111e | Spectateurs : 700 Arbitrage : Ben Connolly | Spectateurs : 700 Arbitrage : Ben Connolly |

| Quart de finale 2 | Cork City FC       | 1-2        | Derry City FC                       | Turners Cross                            |                                          |
| 2 mai 2016        | Mark O'Sullivan 9e | (1-1, 1-1) | Barry McNamee 38e · Dean Jarvis 95e | Spectateurs : 901 Arbitrage : Sean Grant | Spectateurs : 901 Arbitrage : Sean Grant |

| Quart de finale 3 | Limerick FC                            | 2-0   | Galway United | Market's Field                                 |                                                |
| 3 mai 2016        | Paudie O'Connor 27e · Shane Duggan 52e | (1-0) |               | Spectateurs : 937 Arbitrage : Anthony Buttimer | Spectateurs : 937 Arbitrage : Anthony Buttimer |

| Quart de finale 4 | Shelbourne FC         | 1-1        | Shamrock Rovers | Tolka Park                                 |                                            |
| 2 mai 2016        | Danny North 28e (csc) | (1-0, 1-1) | Dean Clarke 62e | Spectateurs : 779 Arbitrage : Ray Matthews | Spectateurs : 779 Arbitrage : Ray Matthews |
| 2 mai 2016        | Tirs au but 2-3       |            |                 | Spectateurs : 779 Arbitrage : Ray Matthews | Spectateurs : 779 Arbitrage : Ray Matthews |

## Demi-finales
| Demi-finale 1       | Derry City FC | 0-1   | Limerick FC       | Brandywell Stadium        |                           |
| 1er août 2016 19:45 |               | (0-1) | Stephen Kenny 15e | Arbitrage : Robert Harvey | Arbitrage : Robert Harvey |

| Demi-finale 2 | Shamrock Rovers | 1-3   | St. Patrick's Athletic FC                                    | Tallaght Stadium                              |                                               |
| 8 août 2016   | Dean Clarke 33e | (1-1) | Darren Dennehy 45+2e · Jamie McGrath 57e · Christy Fagan 79e | Spectateurs : 1 200 Arbitrage : David McKeown | Spectateurs : 1 200 Arbitrage : David McKeown |

## Finale
| Finale                  | limerick FC     | 1-4   | St. Patrick's Athletic FC                                                   | Markets Field, Limerick                       |                                               |
| 17 septembre 2016 17:30 | Lee-J Lynch 17e | (1-0) | Christy Fagan 65e · Conan Byrne 84e · amie McGrath 87e · Graham Kelly 90+2e | Spectateurs : 4 000 Arbitrage : Robert Rogers | Spectateurs : 4 000 Arbitrage : Robert Rogers |
| 17 septembre 2016 17:30 | Rapport         |       |                                                                             | Spectateurs : 4 000 Arbitrage : Robert Rogers | Spectateurs : 4 000 Arbitrage : Robert Rogers |